# Terminal de cuisson
Ne doit pas être confondu avec Boulangerie.

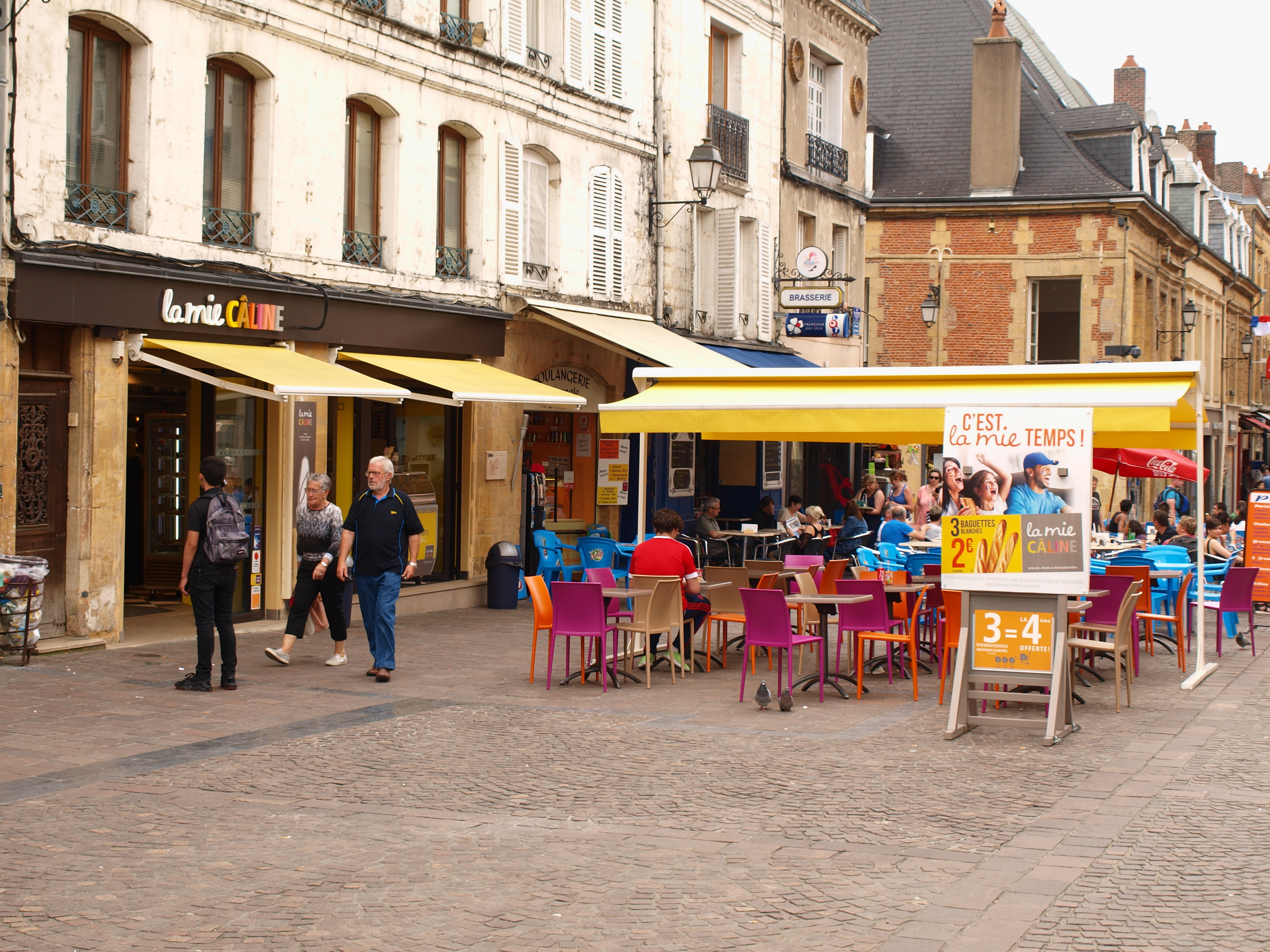
Enseigne de la franchise de restauration rapide La Mie câline

Un terminal de cuisson, également couramment appelé « point chaud », est un établissement assurant la cuisson ou la finition de produits  non fabriqués sur place. Il s'agit le plus souvent d'établissements s'apparentant à une boulangerie, la différence étant que le produit arrive déjà prêt au terminal de cuisson et qu'il n'y est pas préparé.

## Différences majeures avec une boulangerie artisanale
La principale différence entre une boulangerie et un terminal de cuisson est que le pain est fabriqué sur place dans une boulangerie, tandis qu'il est simplement cuit dans un point chaud. Le ou la boulangère maîtrise alors sa production de l'achat de ses matières premières à la cuisson de son pain.
Contrairement au métier de boulanger, aucune qualification spécifique n'est requise pour tenir un terminal de cuisson,.